# Musaranya de San Cristóbal
La musaranya de San Cristóbal (Sorex stizodon), és una espècie d'eulipotifle de la família de les musaranyes (Soricidae). És endèmica de Chiapas (Mèxic).